# Parasialis ovata
Parasialis ovata là một loài côn trùng trong họ Parasialidae thuộc bộ Megaloptera. Loài này được Ponomarenko miêu tả năm 2000.